# Костино (село, Дмитровский городской округ)
Костино — село в Дмитровском районе Московской области России. До 2018 года было центром сельского поселения Костинское. Население — 654 чел. (2010).
До 2006 года Костино также было центром Костинского сельского округа.

## География
Село расположено в восточной части района, примерно в 10 км на восток от Дмитрова, на левом берегу реки Карасовки (бассейн Яхромы), высота центра — 193 м над уровнем моря. Ближайшие населённые пункты — примыкающее на западе Большое Прокошево и Бабкино в 1 км на юго-запад.
В 5 км на востоке  посёлок Костино при железнодорожной станции Костино.
Расположено на трассе 46К-8132 (Дмитров — Хотьково). На западе которого расположена деревня Фёдоровская, на востоке — село Озерецкое Сергиево-Посадского района. 

## История
В 1504 году деревня Костина Вышегородского стана является вотчиной Дмитровского Борисоглебского монастыря. Центром вотчины было село Новое. Село Новое было даровано в монастырь в 1472 году по грамоте князя Юрия Васильевича, видимо, вместе с прилегающей деревней Костино. В XVII веке Новое уже пустошь на территории Костина.

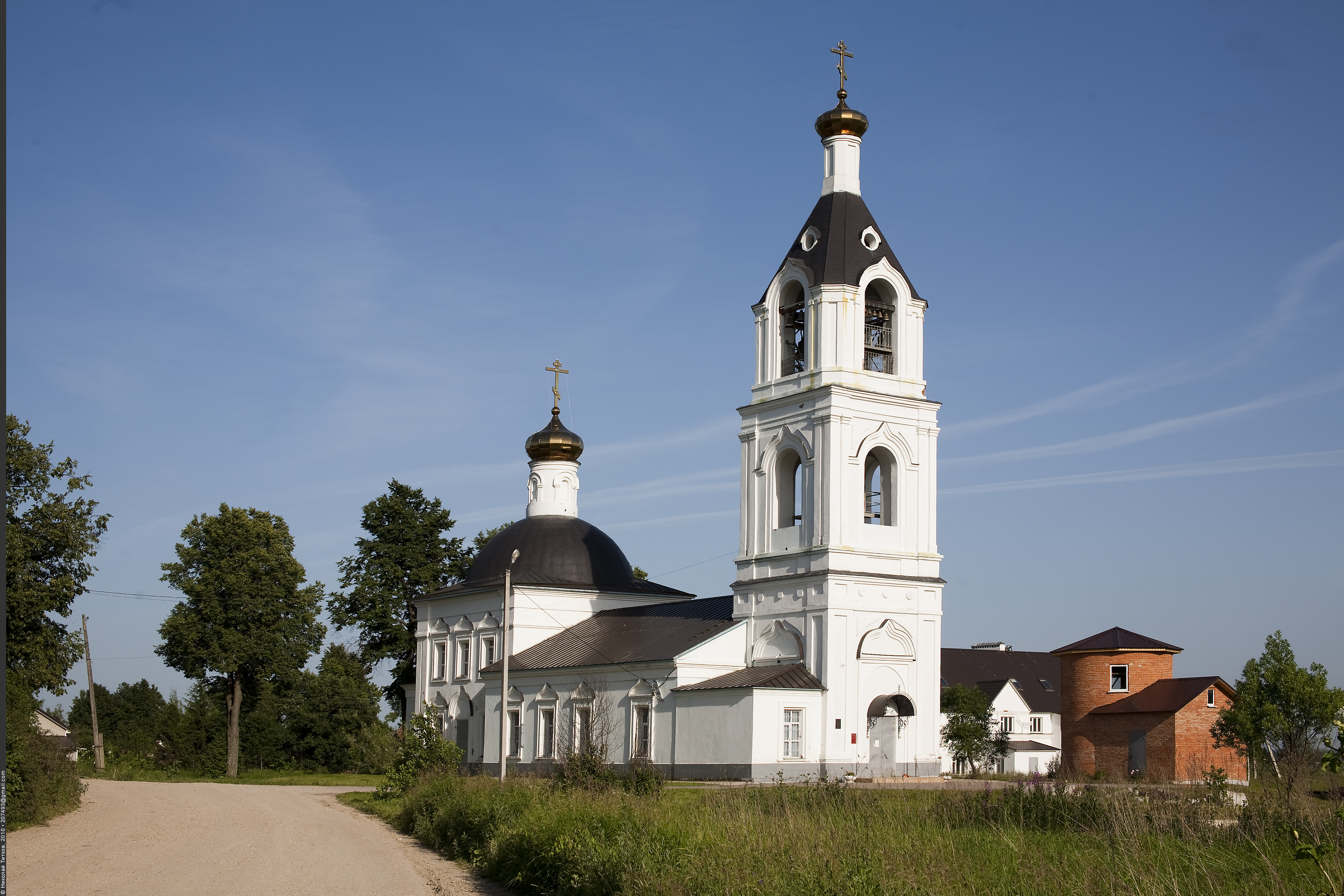
Тихвинская церковь

По переписным книгам 1627—1628 годов за Борисоглебским монастырём значится 4 вотчина: Вышегородского стана села Ивановское деревня Костино. К Костино относились пустоши, относящейся к бывшему селу Новое. Это бывшие деревни: Заболотье, Дикое, Конюхово, Симонов, Путвино, Прокофьево (сейчас Прокошево), Левино, Столцы. Также пустоши: Протасово, Маслово и Поликарпово. В деревне Костино числится 3 двора с 6 крестьянами. Таким образом, Костино — единственное поселение с людьми в округе, сохранившееся после польско-литовского нашествия в начале XVII века.
Ранее входило в состав Озерецкой волости Дмитровского уезда Московской губернии.
В 1734 году в деревне Лавровки (южнее Костина 2—3 км) комнатным стольником Иваном Матюшкиным строится церковь Тихвинской иконы Божьей Матери. Около 1856 года церковь переносится в Костино.
В 1915 году создание Костинской трудовой артели по производству стеклянных изделий из рабочих Грибкова и Шишигина.
24 октября 1915 года Костинское потребительское общество вступает в Дмитровский союз кооперативов. На 1917 год общество обслуживало 206 дворов. Общество занимало в Дмитровском союзе 18 место среди 127 обществ по сумме забранного товара (113 421 рубль).
На 1917 год в Костино было: 64 двора, земское училище, земская библиотека, стеклянный завод Грибкова, имения братьев Грибковых и Шишигиных. В Прокошево: 59 дворов, стеклянный завод Боголюбова, Крюкова и Шишигина.

### После революции
В первые годы советской власти образование Костинского сельсовета.
В 1925 году артель закупает английскую электростанцию мощностью 50 кВт для работы производства и освещения села. Была пущена электрическая мельница, заработал кирпичный завод и пекарня. Открыта больница.
В 1926 году в селе Костино Костинского сельсовета Дмитровской волости числилось 350 мужчин и 385 женщин (735 человек), проживающих в 135 дворах (133 крестьянских).
В 1930-е годы был образован промколхоз «Освобождённый труд», занимающийся сельским хозяйством и стекольным производством на базе артели. В колхозе был организован участок, занимающийся сеянием трав по системе академика В. Р. Вильямса. Промколхоз бурно развивался. При селе был свой детский сад, клуб, планёрная школа и духовой оркестр.

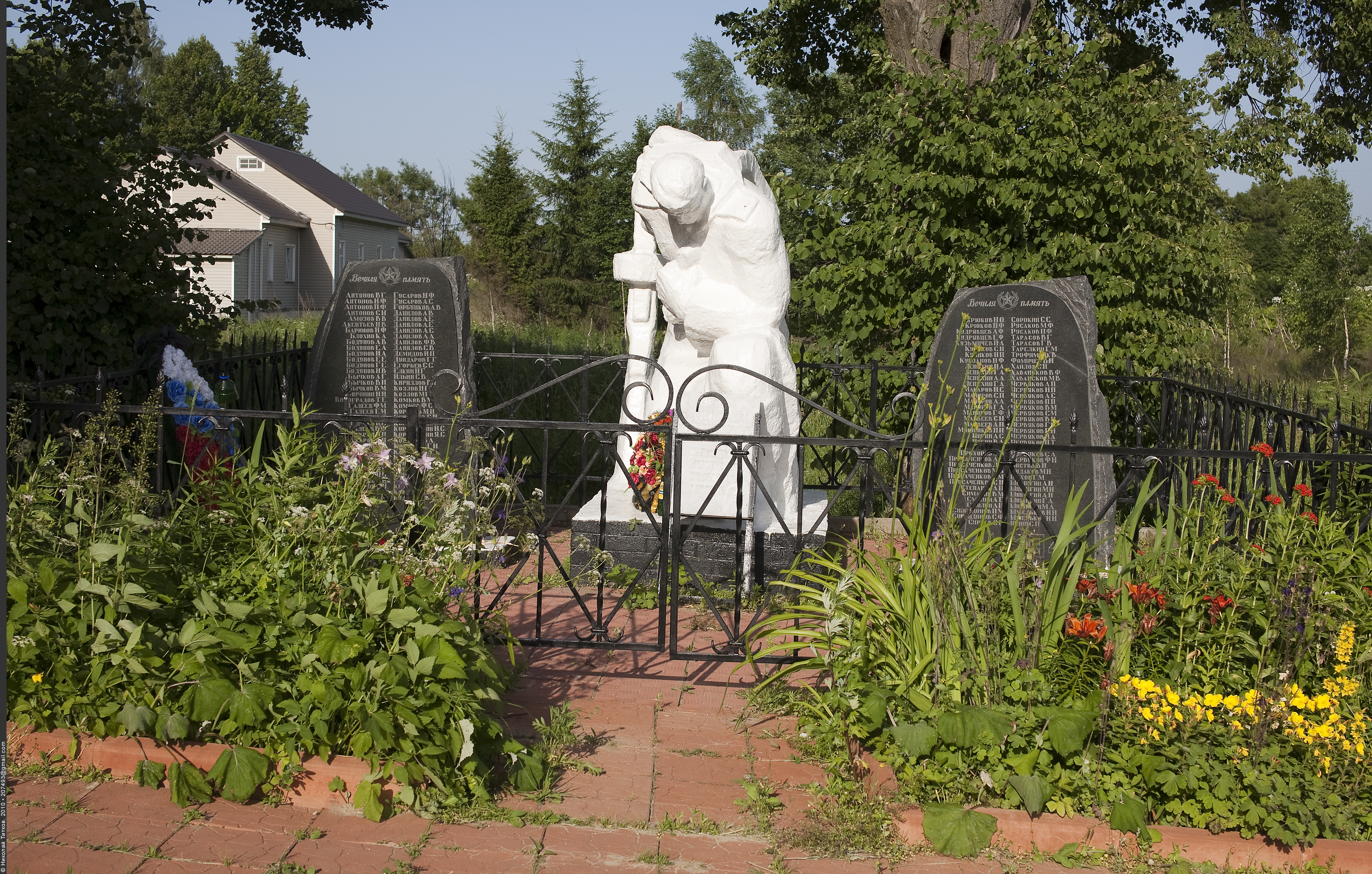
Братская могила советских воинов

5 декабря 1941 года в результате артиллерийского огня немецко-фашистских войск погибли солдаты 103-го отдельного полка связи 712-го отдельного лыжного батальона связи штаба 1-й ударной армии. В 1950 году были также перезахоронены останки из деревни Фёдоровка и был сооружён мемориал погибшим. 
В 1960 году колхоз реорганизовали в отделение совхоза «Борец». В 1966 году был сформирован самостоятельный совхоз «Костинский», занимающийся семенным производством сеянных трав. Совхозу принадлежали 3 тысячи 175 га земли, из них 1 тысяча 768 га пашенных земель. Предприятие развивалось: вводились социальные объекты и расширялось производство.
На севере села был построен посёлок Костинского совхоза. Усадьба совхоза состояла из жилого сектора: многоквартирные дома, детский сад, дом культуры. И участка по обслуживанию, ремонту сельскохозяйственной техники. Костинская школа располагалась на селе.
В 1977 году — вновь объединение, в 1986 году снова разъединение с совхозом «Борец», что отрицательно сказалось на развитии предприятия, которое пришло в упадок.
В 1990-х годах Костинский завод стеклянных изделий закрылся. На его месте организовали производство тротуарной плитки из изделий из пластмассы.

## Население
| 1926 | 2002 | 2006 | 2010 |
| ---- | ---- | ---- | ---- |
| 735  | ↘623 | ↗669 | ↘654 |

В 1852 году в селе проживало 332 жителя (175 мужчин) в 42 дворах. В 1859 году — 325 жителей (156 мужчин) в 55 дворах.

## Инфраструктура

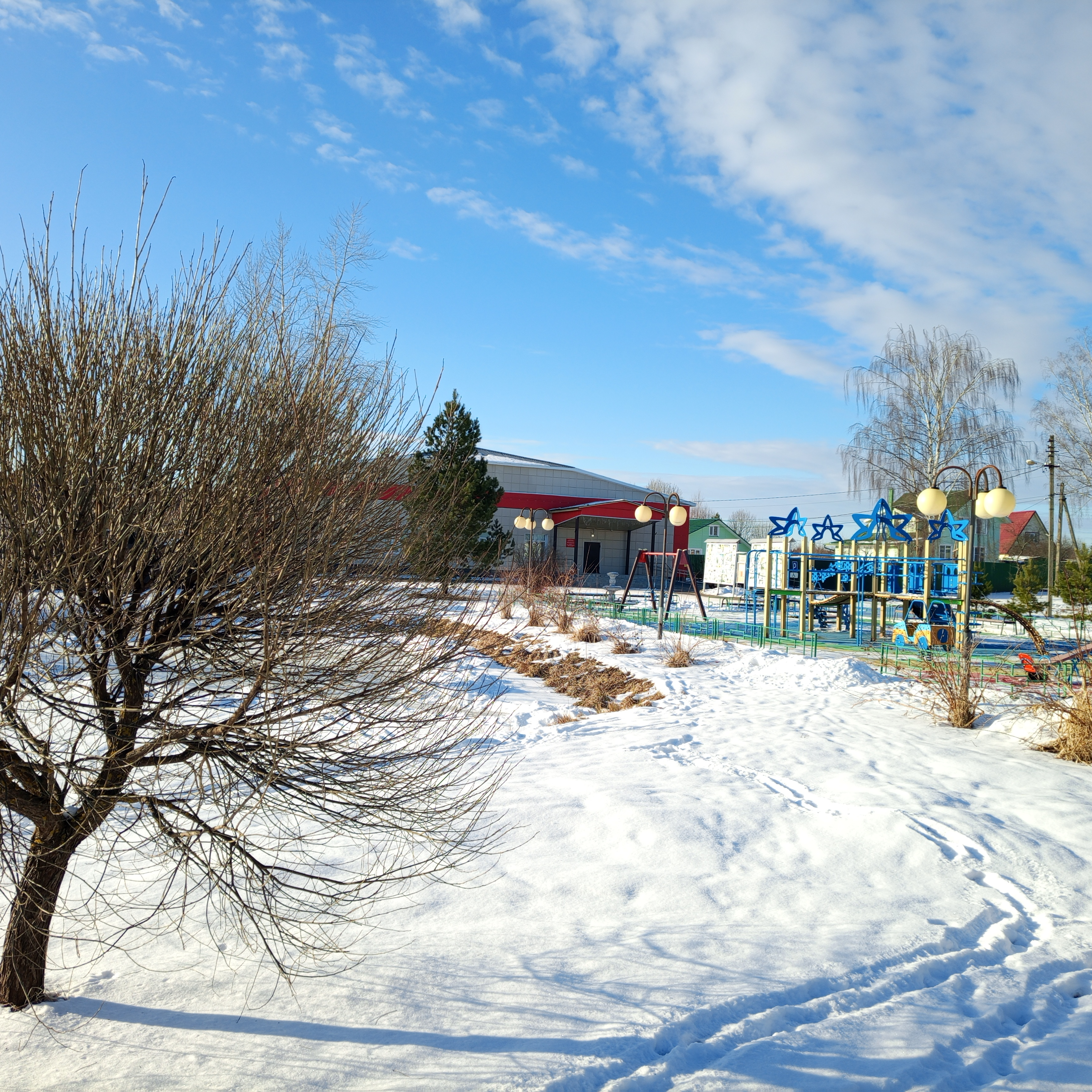
Костинский Дом культуры

В селе работает детский сад № 45 «Ласточка», есть отделение связи. Работает Дом культуры.
Действует Тихвинская церковь 1856 года постройки.

## Транспорт
Перевозками заведует областной автобусный перевозчик «Мострансавто» по маршруту № 24, следующему от Дмитрова до Костино. Также можно добраться по маршрутам № 43 и № 44.
Железнодорожным транспортом можно добраться от железнодорожной станции 71 км Большого кольца Московской железной дороги.